# Neodythemis
Neodythemis é um género de libelinha da família Libellulidae.
Este género contém as seguintes espécies:
- Neodythemis afra
- Neodythemis campioni
- Neodythemis gorillae
- Neodythemis preussi